# Ilitija
Ilitija (grčki Εἰλείθυια) je božica rađanja iz grčke mitologije. Prvotno je bila kretska božica.

## Etimologija
Ilitijino ime se ne pojavljuje kao indoeuropsko. "Ilithyia" je latinski pravopis. Ilitijino ime jača njezinu vezu s minojskom kulturom, koja je prevladavala na Kreti. Moguće je da zapravo postoje dvije različite božice istog imena.

## Karakteristike
Ilitija je prikazivana na vazama, na scenama koje uključuju rođenje njezine polusestre, Atene.

## Ilitijino podrijetlo
Ilitija je kretska božica, a u mitologiji ima vrlo malu ulogu jer nije vrlo važna. Heziod kaže da je kći Zeusa i Here u Teogoniji; braća su joj Ares i Hefest, a sestra Heba. Apolodor i Diodor Sicilski također to tvrde. Ali Pauzanije, pjesnik iz 2. stoljeća, kaže da je Ilitija božica sudbine, što je zapravo Mojra, odnosno tri Mojre. Jedna je Mojra božica rađanja pa može biti poistovjećivana s Ilitijom. U klasičnoj Grčkoj ona je povezana s Artemidom, božicom djevicom, i Herom, kao svojom majkom. U orfičkim misterijima Artemida je djevica koja pomaže ženama pri porođaju, što spominje i Robert Graves. Postoji natpis gdje piše "Artemida Ilitija", te bi te božice mogle biti slične, ali Ilitija je Herina kći, dok je Artemida Letino dijete, ali obje su Zeusove kćeri. U grčkim svetištima je bilo malih figurica od terakote koji predstavljaju božicu rađanja, možda Ilitiju.

## Mitologija
Ilitija u mitologiji ima malu ulogu, samo kao božica rađanja, a spominje se da je držana dalje od Lete, Apolonove i Artemidine majke, pa se tu opet vidi veza s Letom i Artemidom. Ilitija je devet dana držana podalje od Lete. Hera je svoju kćer otela i držala na sjeveru. Također, što se tiče Herakla, Hera je poslala kćer da spriječi njegovo rođenje i ubije mu majku Alkmenu, ali se to nije dogodilo, jer je Ilitiju nadmudrila sluškinja. Po Pauzaniju, Ilitija je sama rodila Erosa i Sosipolisa.

## Vanjske poveznice
- Theoi Project - Eileithyia